# Wytwórnia Sprzętu Komunikacyjnego „PZL-Świdnik”
Wytwórnia Sprzętu Komunikacyjnego „PZL-Świdnik” SA (dawniej WSK Świdnik) – przedsiębiorstwo zajmujące się produkcją samolotów i śmigłowców założone w Świdniku w 1951 roku, należące do Leonardo Helicopters.

## Historia

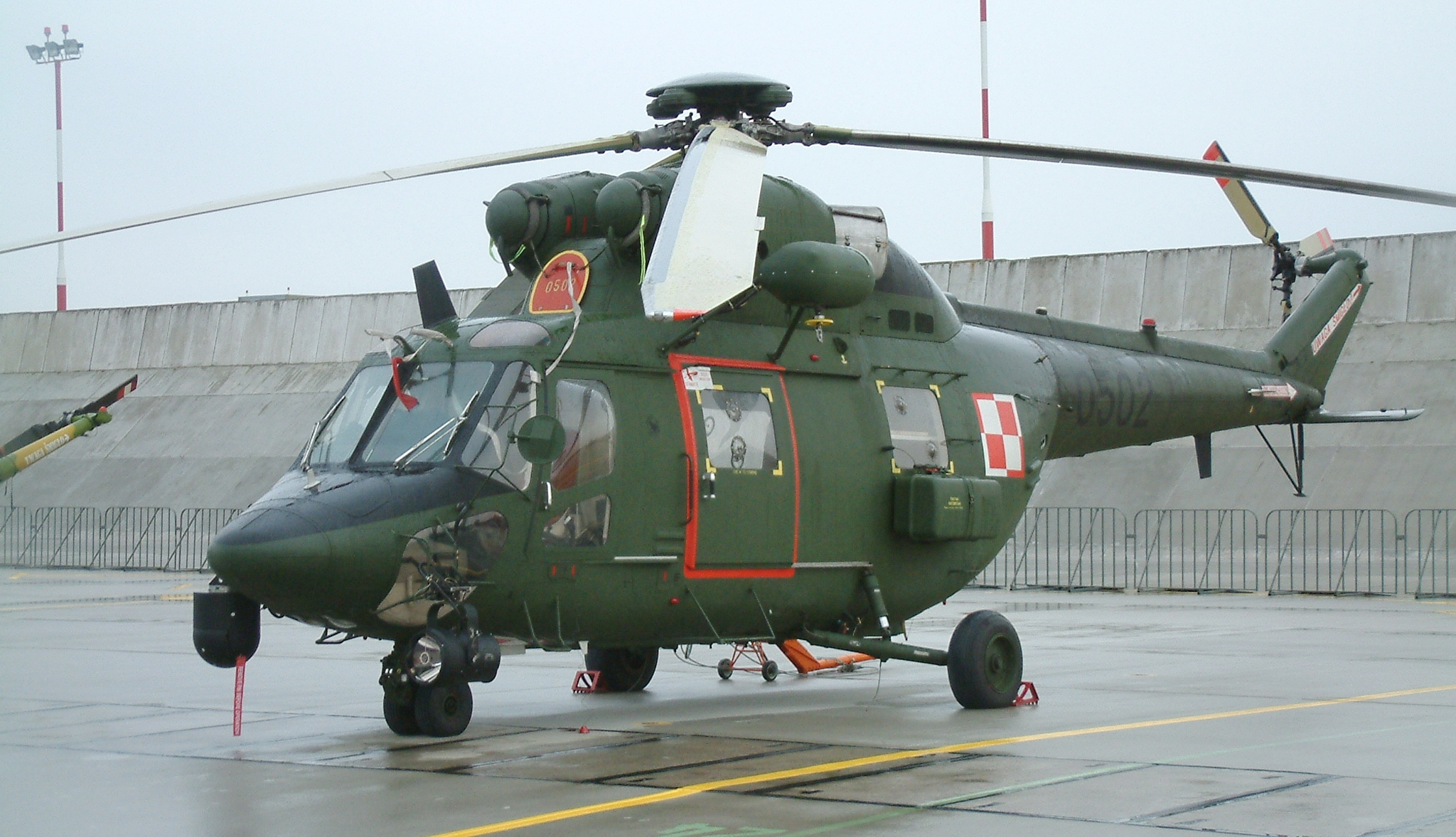
PZL W-3RL Sokół w barwach Sił Powietrznych

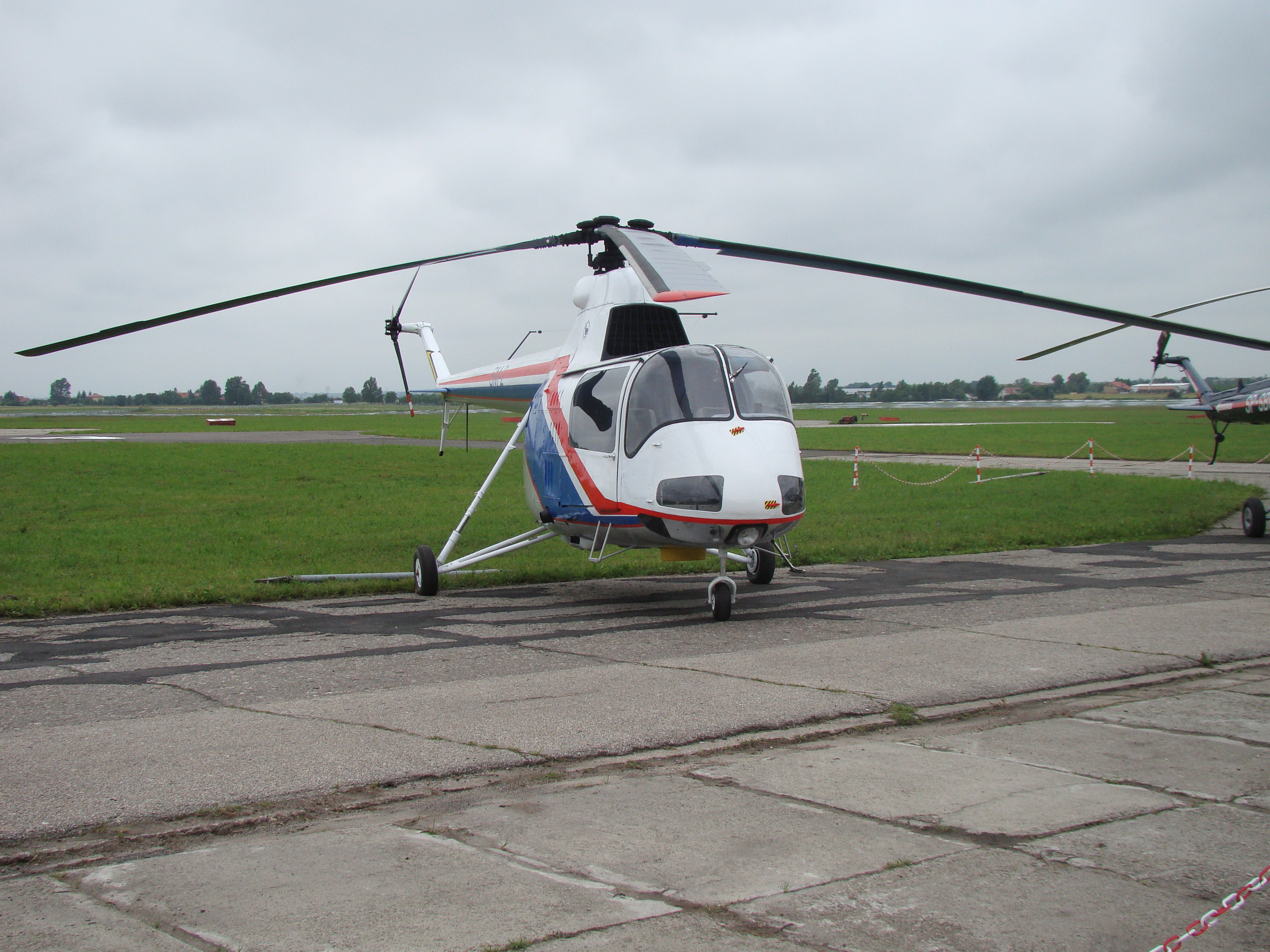
Śmigłowiec SM-2

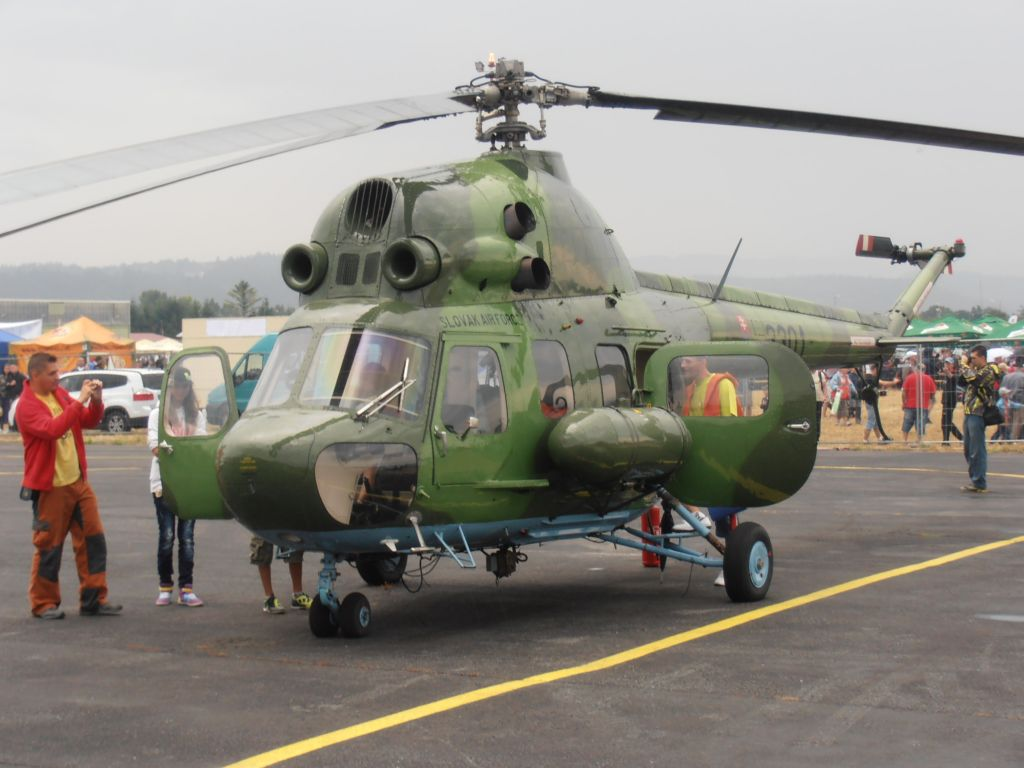
Mi-2 Słowackich Sił Powietrznych

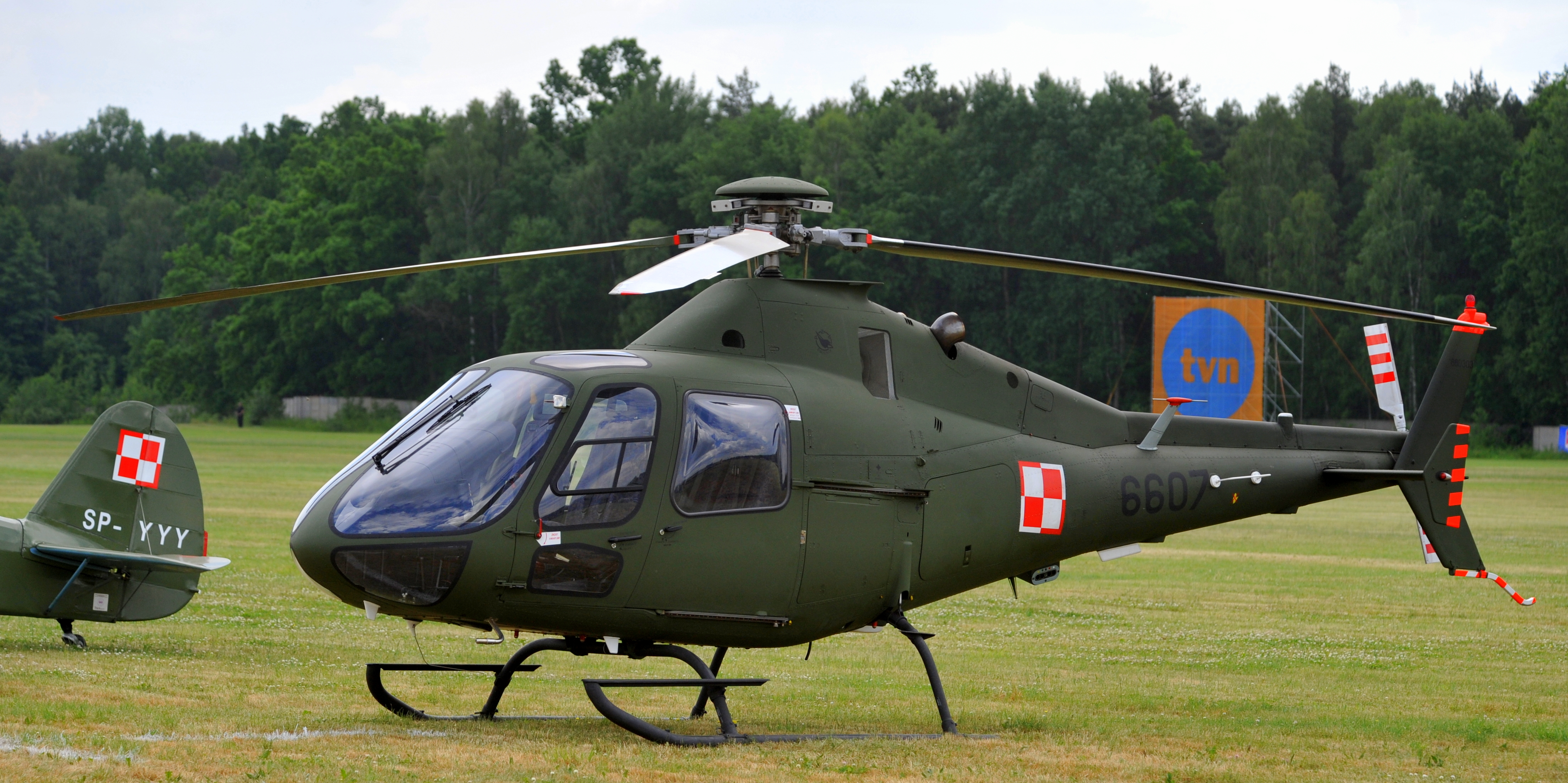
PZL SW-4 Puszczyk w barwach Sił Powietrznych

Tradycja zakładu sięgają czasów przed II wojną światową, gdy w Lublinie i Białej Podlaskiej działały wytwórnie samolotów. Po wojnie władze PRL podjęły decyzję o odbudowie istniejącego pod Lublinem lotniska i o budowie tam państwowego przedsiębiorstwa produkcji sprzętu lotniczego, nazwanego: Wytwórnia Sprzętu Komunikacyjnego w Świdniku (WSK-Świdnik), w 1957 przemianowanego na WSK „PZL-Świdnik”, w nawiązaniu do tradycji przedwojennych. W latach 1950–1953 stanęły już pierwsze obiekty nowej fabryki. Początkowo zakład produkował samoloty MiG-15 na licencji ZSRR (jako Lim-1 i Lim-2), później tylko niektóre części do nich. W połowie lat 50. XX wieku władze zdecydowały, że zakład zajmie się głównie produkcją śmigłowców. Najpierw były to radzieckie Mi-1 oraz jego modyfikacja opracowana w WSK Świdnik – SM-2.
W roku 1964 rozpoczęto produkcję śmigłowców Mi-2, wyprodukowano ogółem ponad 5000 tych śmigłowców. Seryjnie śmigłowce Mi-2 produkowane były jedynie przez zakłady w Świdniku. Stały się one wówczas jednym z największych europejskich producentów śmigłowców. Kilka lat później, w roku 1978 w PZL Świdnik opracowano zmodernizowaną wersję śmigłowca oznaczoną jako PZL Kania.
W latach 70. w zakładzie produkowano także szybowce SZD-30 Pirat. W połowie lat 70. rozpoczęto także projektowanie śmigłowca własnej produkcji PZL W-3 Sokół.
W międzyczasie zakład produkował również motocykle WSK i części do aerobusu Ił-86 (od roku 1976).
W lipcu 1980 roku w świdnickiej WSK wybuchły strajki, do których przyłączyli się pracownicy wszystkich większych zakładów Lublina i pobliskich miejscowości. Wydarzenia te określa się mianem Lubelskiego Lipca i traktuje się je jako preludium przed strajkami sierpniowymi na Wybrzeżu.
Dyrektorem naczelnym WSK PZL-Świdnik był m.in. płk. inż. Bronisław Orda.
Leżąca obok fabryki miejscowość Świdnik dzięki zakładowi rozrosła się i otrzymała prawa miejskie.
Protesty pracowników WSK PZL-Świdnik w lipcu 1980 zainicjowały falę strajków i protestów pracowniczych, które w dniach 8–24 lipca 1980 objęły ponad 150 zakładów pracy na Lubelszczyźnie. Rozpoczęty na Wydziale Obróbki Mechanicznej 8 lipca 1980 roku protest zakończył się 11 lipca podpisaniem pierwszego porozumienia między pracownikami reprezentowanymi przez „komitet postojowy” a władzą, jakie zawarto w lecie 1980 roku. Protesty określane mianem Lubelskiego Lipca 1980 otworzyły drogę do lepiej przygotowanych i przeprowadzonych strajków sierpniowych na Wybrzeżu.
Obecnie w Świdnickich zakładach produkowane są śmigłowce PZL W-3 Sokół i PZL SW-4, podzespoły, poszycia i inne elementy takich samolotów jak Pilatus PC-12 czy Airbus A320/A340 oraz śmigłowców: Agusta A109, A119 i A139. Ponadto zakład utrzymuje wsparcie techniczne śmigłowców: PZL Mi-2, Mi-2 plus oraz PZL Kania.
Zakład leży tuż obok fabrycznego lotniska trawiastego oraz otworzonego w roku 2012 Portu Lotniczego Lublin. Nowe lotnisko wiąże się także z rozbudową infrastruktury i miasta Świdnik oraz przyciągnięciem nowych inwestorów na Lubelszczyznę.
31 lipca 2009 roku włosko-brytyjska spółka AgustaWestland i czeska spółka Aero Vodochody złożyły do Agencji Rozwoju Przemysłu oferty cenowe na zakup 87,6% udziałów w PZL-Świdnik. Zwycięzcą okazało się przedsiębiorstwo AgustaWestland. 29 stycznia 2010 roku Agencja Rozwoju Przemysłu S.A. podpisała z włosko-brytyjskim producentem śmigłowców umowę sprzedaży 87,62 proc. akcji Wytwórni Sprzętu Komunikacyjnego PZL-Świdnik S.A. Wartość transakcji wyniosła 339 mln zł.

## Produkty

### Motocykle
- WSK M06 Z
- WSK M06B1
- WSK M06B3
- WSK M21W2
- WSK M21W2 Kobuz
- WSK M21W2 Dudek
- WSK M21W2 Perkoz
- WSK Kos 125
- WSK Garbuska 125
- WSK Gil 125

### Samoloty
- PZL I-23
- MiG-15

### Szybowce
- PW-5
- PW-6

### Śmigłowce
- PZL Sokół
- PZL Kania
- PZL Mi-2
- PZL SW-4
- AW 101
- AW 149/189 (wojskowy/cywilny)[14]